# زمستان ۱۹۴۶
زمستان ۱۹۴۶ (انگلیسی: Winter 1946) یک نقاشی تمپرا روی تخته اثر اندرو وایت نقاش آمریکایی‌ست که سال ۱۹۴۶ کشیده شد. این نقاشی در موزه هنر کارولینای شمالی نگهداری می‌شود.